# 47-ма окрема артилерійська бригада (Україна)
47-ма окрема артилерійська бригада (47 ОАБр) — з'єднання у складі Ракетних військ та артилерії Сухопутних військ Збройних сил України чисельністю у бригаду. Входить до складу 9-го армійського корпусу
Влітку 2023 року бригада вела бої в районі Великої Новосілки.

## Історія
У червні 2023 року бригада завдавала ударів по російським силам в районі Великої Новосілки, зокрема було знищено російську САУ 2С3 «Акація».

## Оснащення
Наприкінці березня 2025 року 47 артилерійська бригада отримала на озброєння причіпну 155-мм гармату «Богдана-Б» українського виробництва.

## Символіка
На емблемі бригади, що затверджена 19 жовтня 2022 р., на червоному полі чотири золоті гармати покладено в хрест у супроводі чотирьох золотих гарматних куль.